# Assab
Assab (o Aseb) és un port d'Eritrea a la costa de la mar Roja, a la part sud-oriental del país. La seva població era de 39.600 habitants el 1989 i oficialment 74.405 habitants el 2006. És capital de la regió de Debubawi Keyih Bahri (Mar Roja Meridional) (189.627 habitants i 27.600 km²) creada el 1996 amb parts de les antigues províncies d'Assab i Denkalia. És capçalera també de la subregió de Sud de la Mar Roja Meridional i de la subregió de Ciutat d'Assab. La ciutat té una refineria de petroli que es va tancar el 1997 pels alts costos d'explotació i que fins al tancament produïa 700.000 tones de productes refinats a l'any (petroli soviètic convertit en gasolina, gasoil, querosè, i fuel).
A la proximitat hi ha les ruïnes de l'antiga ciutat d'Arsinoe fundada pels Ptolemeus que cal no confondre amb Cocodrilòpolis. També hi ha un aeroport amb categoria d'internacional (codi IATA: ASA, codi ICAO: HHSB).
La ciutat està dividida en tres parts: Assab Seghir (Petit Assab) a la costa, Assab Kebir (Gran Assab) el centre de la ciutat amb el port i el centre comercial; i el Campo Sudan, els antics barris dels residents etíops. A la vora de la ciutat hi ha diverses salines. A la badia d'Assab hi ha unes 30 illes entre les quals Halba, Fatuma i Lahaleb

## Història
Davant de l'obertura del canal de Suez Itàlia va considerar l'establiment d'un port a la mar Roja. La iniciativa fou defensada pel missioner lazarista Giuseppe Sapetó (1811-1895), nascut a Etiòpia. Aquest i l'almirall Guglielmo Acton van sortir de Brindisi el 12 d'octubre de 1869 amb l'aprovació i suport del ministeri de Marina i del govern italià, i va arribar a Aden el 6 de novembre de 1869; la badia d'Assab (que l'Imperi Otomà havia transferit nominalment a Egipte el 15 de novembre de 1866, fou comprada per Sapetó el dia 15 de novembre segons contracte signat a bord del vaixell Nasser Megid amb els sultans d'Ankala, germans Ibrahim i Hassab ben Ahmad, incloent la zona de la muntanya Ganga i el cap Lumah (6 km de base i 6 km d'altura) a canvi de 6000 tàlers de Maria Teresa dels que 250 foren pagats en l'acte i la resta a pagar en cent dies a contar del 9 de desembre (inici del Ramadà). En aquell moment el govern italià tenia una crisi i el gabinet Menabrea havia dimitit i el nou gabinet Lanza (que era contrari a l'expansió colonial) no s'havia constituït; el 26 de novembre el govern dimissionari va acordar disposar dels diners per mitjà del senyor Rubattino, que s'establiria una línia de comerç Gènova-Alexandria i Gènova-Índia i que el territori quedaria sota administració d'una companyia de navegació. La companyia naval Rubattino va signar la compra en escriptura de 2 de febrer de 1870 a Florència (en aquell moment encara capital d'Itàlia); en el termini de 12 mesos la companyia havia d'enviar un vaixell amb carbó a Assab per establir un díposit per a la marina italiana i posar sota administració els territoris de la badia d'Assab que s'havien adquirit per compte de la companyia però realment en benefici del govern.
Oficialment Sapetó va sortir de Livorno el 14 de febrer amb instruccions molt reservades del govern, com iniciador de la línia marítima Gènova-Bombai a bord del vaixell Africa. La part de la badia a Buia pertanyia al sultà Abdallah Hashim i l'11 de març es va signar un nou contracte amb els dos sultans anteriors i Hashim, que fou signat pel comandant de la nau Andrea Buzzolino com a representant de la companyia Rubattino, la cessió dels antics territoris i de Buia, pujant el preu total fins a vuit mil talers de Maria Teresa. El 13 de març de 1870 es va hissar la bandera italiana i va quedar establert el primer agent comercial a la ciutat, Giusepe Sapéto. El dia 15 de març Sapetó va concertar un nou tractat amb el sultà de Raheita, Barehan Dini (vassall del sultanat de Tadjoura), per l'adquisició de l'illa de Umm al-Bahar, enfront de la badia, que finalment només fou acordada per deu anys a canvi de cent talers cada any. El contracte fou signat el 16 de març. L'adquisició total havia costat al govern 104.100 lires dels que només 42.100 eren pels sultans, i la resta per reemborsar a Rubattino de les despeses i 12.000 per a Sapetó.
La companyia va acordar transferir els drets a l'estat italià el 1879. El primer comandant italià, Carlo De Amezaga, fou nomenat el desembre de 1879. El 9 de gener de 1881 fou nomenat comissionat Giovanni Branchi que va restar en funcions formalment fins al 1884. El 10 de març de 1882 es va formalitzar la transferència, però el traspàs total de l'administració a l'estat es va allargar fins al 23 de març 1884 quan el port va passar a la marina italiana. El 5 de juliol es va proclamar oficialment la sobirania italiana i el mateix dia va entrar en funcions el nou comandant Galeazzo Frigerio. La situació de domini italià directe era prou coneguda després de l'expedició italiana del juny de 1881 dirigida per Giuseppe Maria Giulietti, que volia estendre el domini italià per Dankàlia i que va perdre 16 homes.
L'acció fou especialment mal vista per l'emperador d'Abissínia, Yohannes, que va demanar a la Gran Bretanya de fer un atac armat conjunt contra l'establiment italià, però els britànics ho van rebutjar (1881). Les relacions angloitalianes eren molt bones aleshores, i el 1882 els britànics fins i tot van convidar a Itàlia a ajudar a restablir l'orde a Egipte. El 1883 es va crear el primer nucli policial amb 4 carrabiners per controlar el tràfic comercial. El 1884 es va nomenar el primer comandant amb tots els drets, Giulio Pestalozza que va restar en funcions fins al 1890.
El 9 de desembre de 1888 amb les comandàncies d'Assab i Massawa i el territori de Dankàlia (entre els dos establiments) es va formar el Protectorat Italià d'Assab, amb capital a Massawa, i el comandant d'aquesta Antonio Baldissera (1838-1917) com a governador superior fins al 20 de desembre de 1889 que el va succeir Baldassare Orero (1832-1914). L'1 de gener de 1890 el protectorat va agafar el nom de colònia d'Eritrea amb la mateixa capital i el mateix governador al seu front
La ciutat no tenia molta importància fins que després del 1975 els soviètics hi van construir una refineria al sud de la ciutat (prop d'Alela) i va esdevenir el principal port d'Etiòpia; també fou el lloc principal on arribava l'ajut internacional durant la guerra o les diverses fams patides pel país. Amb la independència (1993) el port va ampliar les seves instal·lacions amb una nova terminal; el conflicte amb Etiòpia (acabat el 1998) ha fet disminuir l'activitat comercial al no circular mercaderies d'Etiòpia ni cap Etiòpia. El port es va tancar el 1998 es va reobrir el 2001; el desembre d'aquest any hi va arribar el MV Pontocratics un vaixell americà amb ajut humanitari. No obstant encara hi ha molt poca activitat i la ciutat s'ha anat buidant.
Vegeu també: Regió Autònoma d'Assab

## Edificis rellevants
- Església ortodoxa de Sant Miquel
- Gran Mesquita
- Edifici de l'administració regional